# Gazodiesel

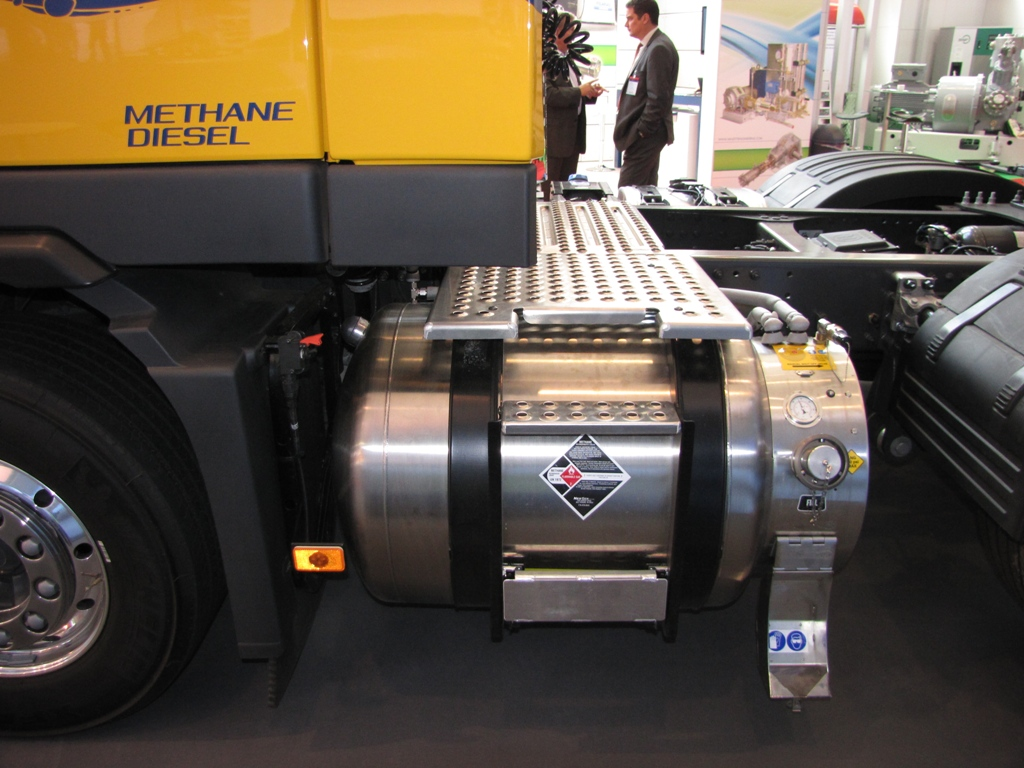
Zbiornik magazynowania skroplonego gazu ziemnego (LNG), zamontowany na ciągniku siodłowym Volvo FM Methane Diesel

Gazodiesel – układ zasilania w silnikach Diesla, polegający na zastąpieniu części spalanego oleju napędowego paliwem gazowym, tj. gazem ziemnym (CNG lub LNG) lub gazem propan-butan, LPG. Głównymi zaletami zastosowania układu zasilania typu gazodiesel są niższe koszty eksploatacji oraz niższa emisja spalin. Ten rodzaj napędu w języku angielskim jest określany jako dual fuel.
Nie udało się wyprodukować silników typu gazodiesel o odpowiednich parametrach z wykorzystaniem komponentu LPG ze względu na zbyt małą wartość energetyczną tego paliwa. Najczęstszym rozwiązaniem jest zastosowanie instalacji typu gazodiesel na bazie paliw metanowych.
Od roku 2010 w swojej ofercie pojazd zasilany mieszanką gazu ziemnego i oleju napędowego ma Volvo – ciągnik siodłowy „FM Methane Diesel”. W 2013 roku w Wielkiej Brytanii sprzedano kilkadziesiąt tego typu ciężarówek, np. firma DHL zakupiła 63 takie pojazdy.
Zasilanie Dual Fuel CNG znajduje też zainteresowanie po stronie przedsiębiorstw komunikacji miejskiej. Dobrym przykładem jest tutaj łotewskie miasto Jurmala, gdzie 10 autobusów zostało zaadaptowanych do współspalania metanu i oleju napędowego (w proporcji 60:40). Dodatkowym rozwiązaniem proekologicznym było wykorzystanie odnawialnego biogazu (biometanu) w miejsce gazu ziemnego.
Na rynku spotykane są również autorskie adaptacje pojazdów, do których komponenty dostarczają producenci instalacji gazowych.